# Krümmel (Westerwald)
Krümmel (mundartlich: Krimmel) ist eine Ortsgemeinde im Westerwaldkreis in Rheinland-Pfalz. Sie gehört der Verbandsgemeinde Selters an.

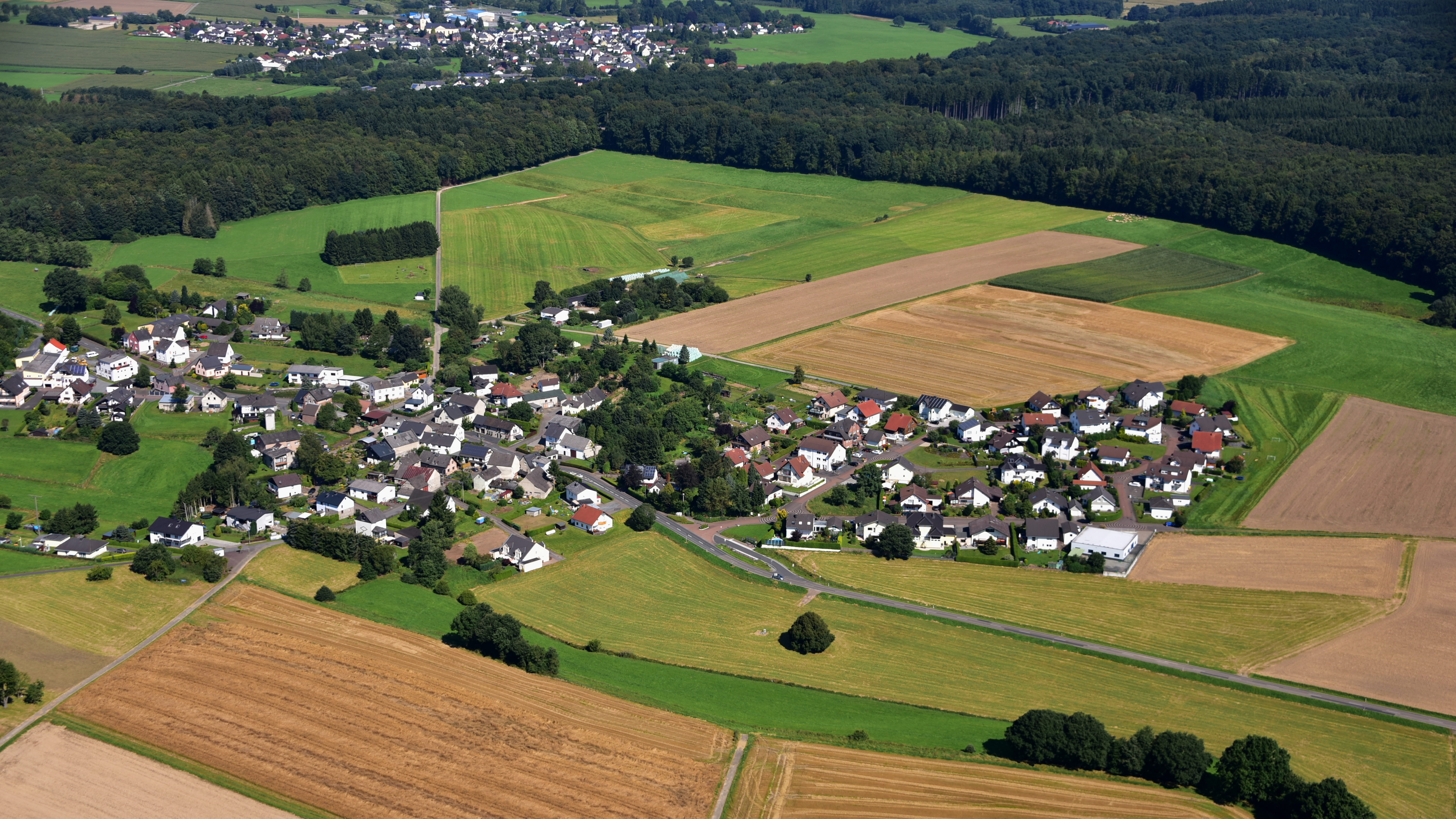
Krümmel (Westerwald), Luftaufnahme (2016)

## Geographische Lage
Die ländliche Wohngemeinde Krümmel liegt 2 km westlich von Selters in einem Wald- und Wiesengelände, das zum Naturraum der Dierdorfer Senke gehört. Zu Krümmel gehören auch die Wohnplätze Georgshof und Berghof. Die Nachbargemeinden sind Marienrachdorf, Goddert, Selters, Ellenhausen und Sessenhausen (im Uhrzeigersinn). Durch den Ort fließt der Krümmelbach (etwa 2,5 km, GKZ 271234), ein rechter Zufluss der Sayn. Die beiden Quellarme des Krümmelbachs vereinigen sich kurz südlich der Feldkapelle, er ist namensgebend für den Ort, dessen Name aus der 120°-Krümmung (krumm) des Baches in der Ortsmitte entstand. 1503 und 1151 wurde der Bach als Crummelbach und 1627 als Krumelbach bezeichnet.

## Geschichte
Heinrich II. gelangte am 26. Dezember 1020 nach viermonatiger Belagerung der von Otto von Hammerstein gehaltenen Burg Hammerstein in den Besitz der Burg. Nach einer Schenkung von Gütern in und bei Koblenz (Florinstift) und im Westerwald bei Montabaur und Horhausen von Heinrich II. an den Trierer Erzbischof Poppo von Babenberg gab dieser im Gegenzug Irlich im Engersgau (nahe Hammerstein) und Krümmel an Heinrich II. Urkundlich wurde Krümmel erstmals im Jahr 1022 als Crumbele in der Kaiserurkunde von Heinrich II., ausgefertigt am 11. November 1022 in Augsburg, erwähnt, als Heinrich II. dem Domstift Bamberg den Ort Krümmel schenkte. Als Vögte dienten dem Domstift die Grafen von Sayn. In den frühen Jahren des 15. Jahrhunderts gelangte Krümmel unter die Herrschaft der Herren von Isenburg aus Isenburg. Von 1664 bis 1803 gehörte der Ort zu Kurtrier. 1787 wurden 104 Einwohner gezählt. Ab 1803 gehörte der Ort zu Nassau-Weilburg und ab 1806 zum Herzogtum Nassau, hier zunächst zum Amt Herschbach und ab der Vereinigung mit dem Amt Selters am 3. Mai 1817 gehörte Krümmel zum Amt Selters. Im Jahr 1826 hatte die Siedlung 154 Einwohner. Nach der Annexion Nassaus durch Preußen 1867 wurde Krümmel dem Unterwesterwaldkreis in der Provinz Hessen-Nassau zugeordnet. 1946 fiel der Unterwesterwaldkreis an das neugebildete Land Rheinland-Pfalz. Seit 1972 gehört Krümmel zu der neuentstandenen Verbandsgemeinde Selters. Im Rahmen der Kreisreform 1974 gelangte die Gemeinde mit der Verbandsgemeinde Selters und dem Unterwesterwaldkreis zum neugegründeten Westerwaldkreis.

## Politik

### Gemeinderat
Der Gemeinderat in Krümmel besteht aus acht Ratsmitgliedern, die bei der Kommunalwahl am 9. Juni 2024 in einer Mehrheitswahl gewählt wurden, und dem ehrenamtlichen Ortsbürgermeister als Vorsitzendem. Auch 2019 fand bereits Mehrheitswahl statt.

### Bürgermeister
Burkhard Kuhn wurde am 17. Juli 2014 Ortsbürgermeister von Krümmel. Bei der Direktwahl am 26. Mai 2019 wurde er mit 87,42 Prozent der abgegebenen Stimmen für weitere fünf Jahre in seinem Amt bestätigt. Ebenso wurde er bei der Direktwahl am 9. Juni 2024 ohne Gegenkandidaten mit 85,7 % bestätigt.
Kuhns Vorgänger waren Reiner Schmidt (Amtszeit 2004–2014) und Karl-Heinz Dasbach (1984–2004).

### Wappen
Das 1987 von der Regierungsbezirk Koblenz genehmigte Wappen zeigt zwei Doppeladlerkopfkreuze der Herren von Erlen (aus Ransbach-Baumbach, nicht belegte Herrschaft), dann den Krümmelbach mit seiner Krümmung sowie den Löwen der Grafschaft Sayn.
| Wappen von Krümmel | Blasonierung: „In Silber ein aufwärts gebogener blauer Wellenbalken, oben beiderseits ein rotes Doppeladlerkopfkreuz, unten ein roter, gelbgezungter, herschauender Löwenkopf.“ |
| Wappen von Krümmel | |

## Kultur und Sehenswürdigkeiten

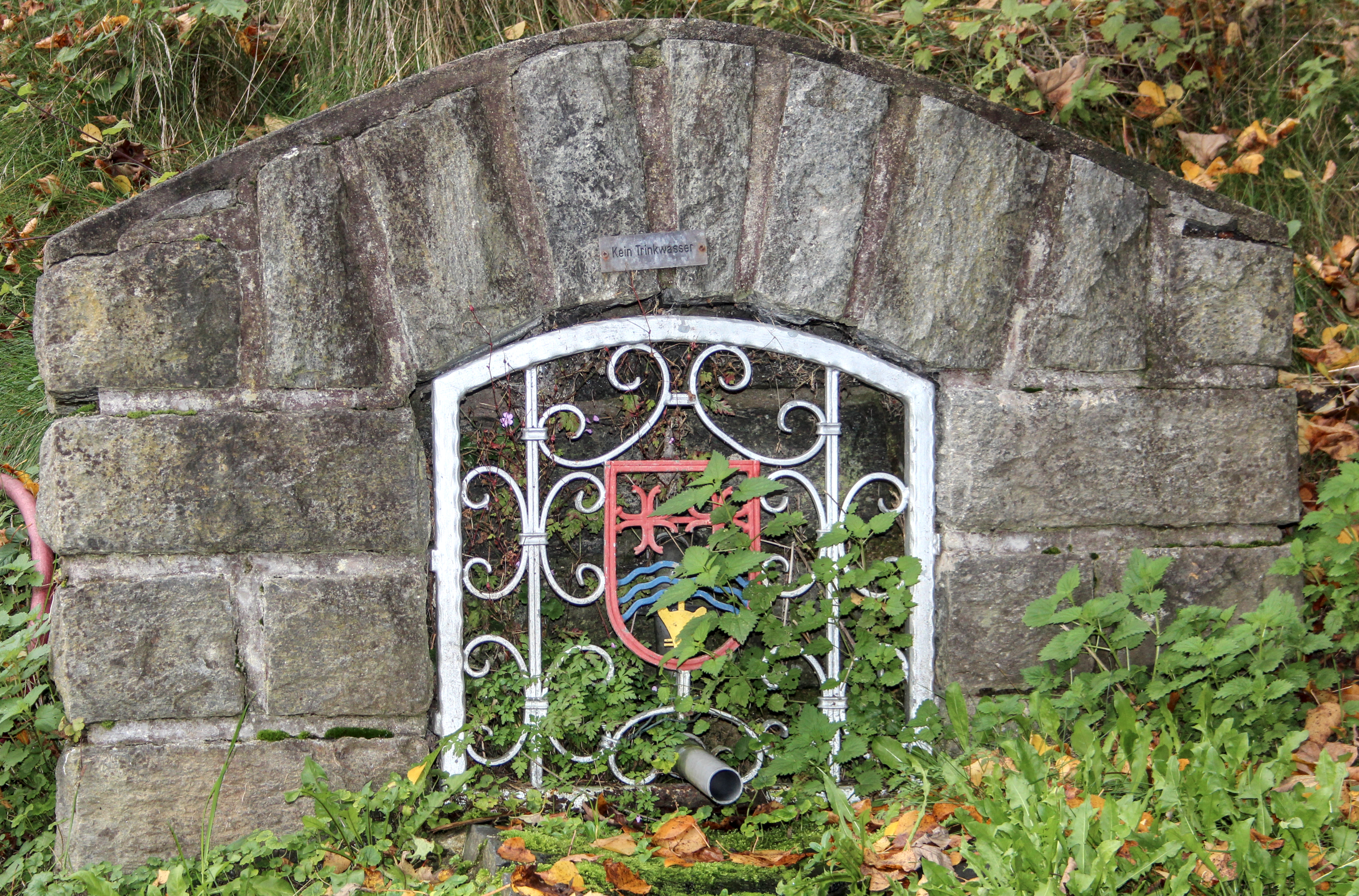
Bitzquell mit Wappen von Krümmel

- Feldkapelle am Marienrachdorfer Kirchweg, enthält im Innenraum das Kriegerdenkmal für die Gefallenen beider Weltkriege. Das Jahr der Errichtung ist unbekannt, die Kapelle wurde 1959 durch Gemeinderatsbeschluss renoviert und mit dem Kriegerdenkmal ausgestattet.[3]
- Ehemaliges Schulhaus an der Hauptstraße, 1905 erbaut[3] und bis 1966 aktiv.[8][16]
- Brunnenkammer / Quellschacht Bitzquell, mit dem Gemeindewappen auf der Eisentür, befindet sich hinter dem heutigen Gemeindehaus (1977 entstanden[8] an dem Standort des damaligen Backhauses von 1820).[3] Der Brunnen wird gespeist von einer nördlichen Ausleitung des Krümmelbachs kurz nach dem Zusammenfluss der beiden Quellarme, die überflüssigen Gewässer gelangen in den Krümmelbach kurz vor der Krümmung im Ortskern.

## Verkehr
- Etwa 3 km nördlich der Gemeinde verläuft die B 413, die von Bendorf nach Hachenburg führt. Der Ort selbst liegt an der Landesstraße 267, die von Selters nach Dierdorf führt.
- Die nächste Autobahnanschlussstelle an den Fernverkehr ist Ransbach-Baumbach (etwa 9 km entfernt Richtung Frankfurt) und Dierdorf (etwa 10 km entfernt Richtung Köln), beide an der A 3 gelegen.
- Der nächstgelegene ICE-Halt ist der Bahnhof Montabaur an der Schnellfahrstrecke Köln–Rhein/Main. Bis 1999 war der etwa 1 km nördlich gelegene Bahnhof Marienrachdorf an der Bahnstrecke Engers–Au (Holzbachtalbahn) für den Nahverkehr der nächstgelegene Bahnhof. Diese Strecke wird heute nur noch durch den Schienengüterverkehr bedient.

## Söhne und Töchter der Gemeinde
- Aloys Wingender (1903–1952), Politiker (SPD), MdL Rheinland-Pfalz
- Hans August Lücker (1915–2007), Politiker (CSU), MdB und MdEP

## Bilder

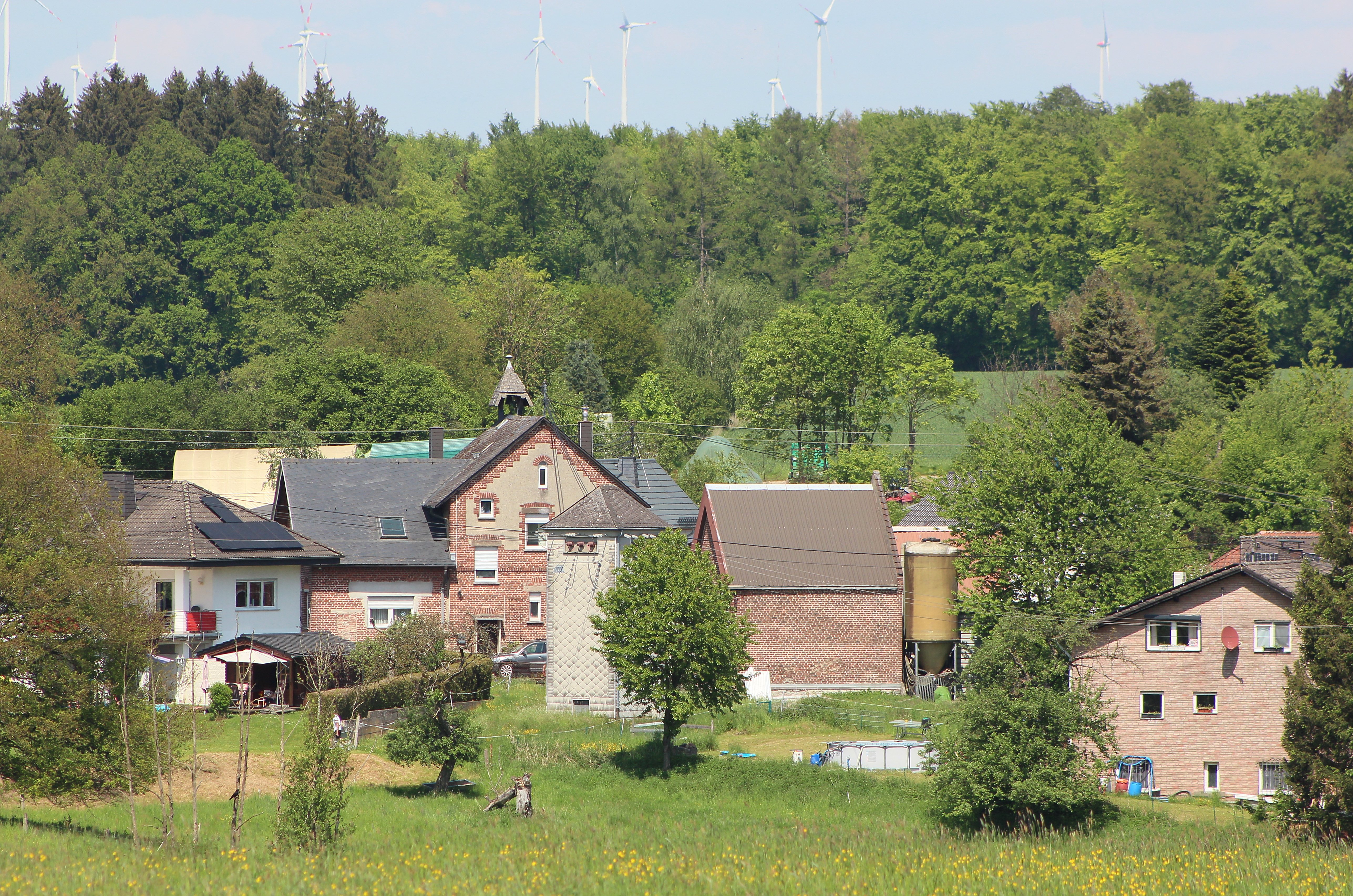
Ansicht von Krümmel mit Schulhaus, aus Südwesten
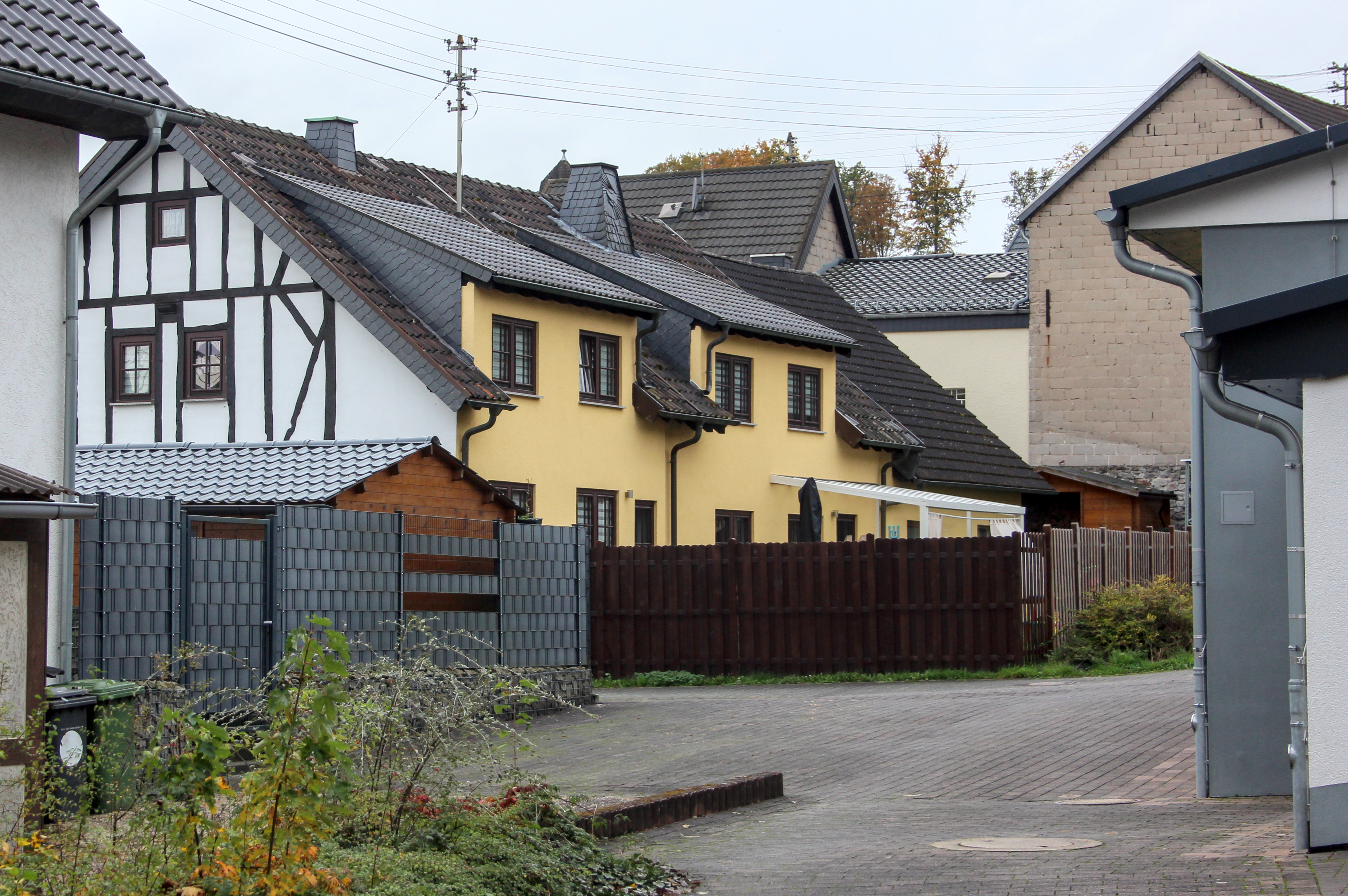
Häuser im Ortskern nahe der Krümmung des Krümmelbach
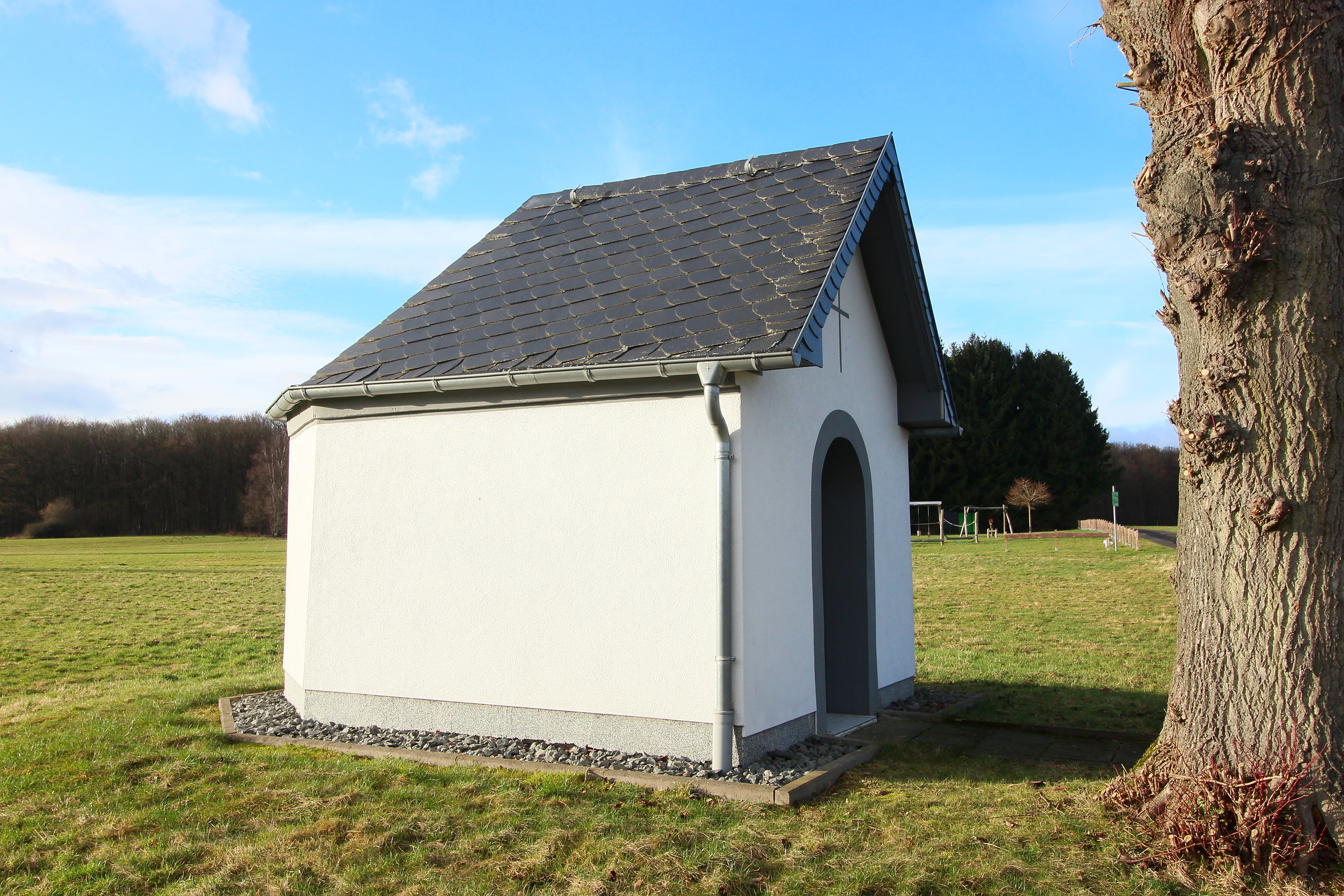
Die Feldkapelle
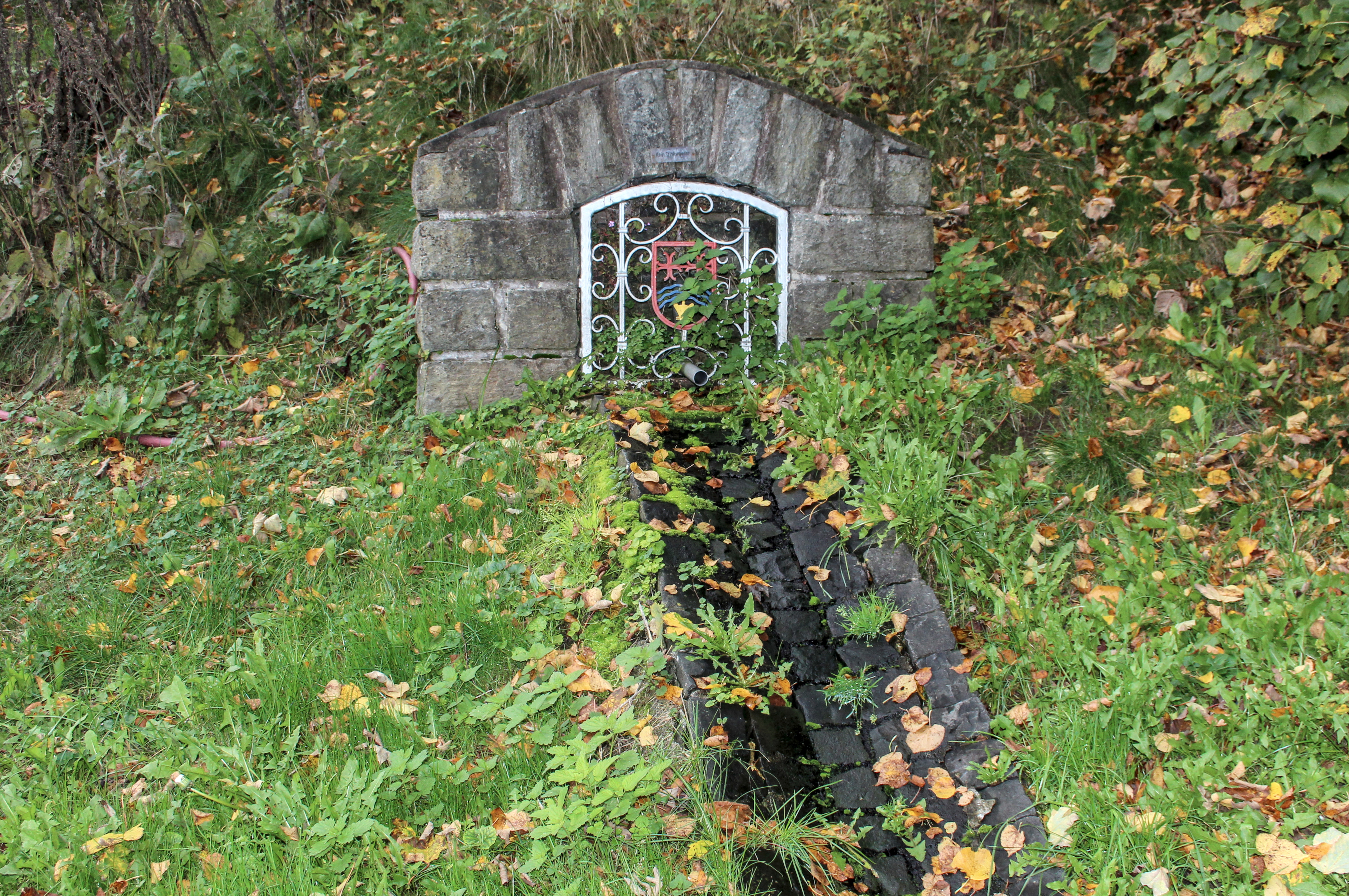
Der Quellschacht der Bitzquell
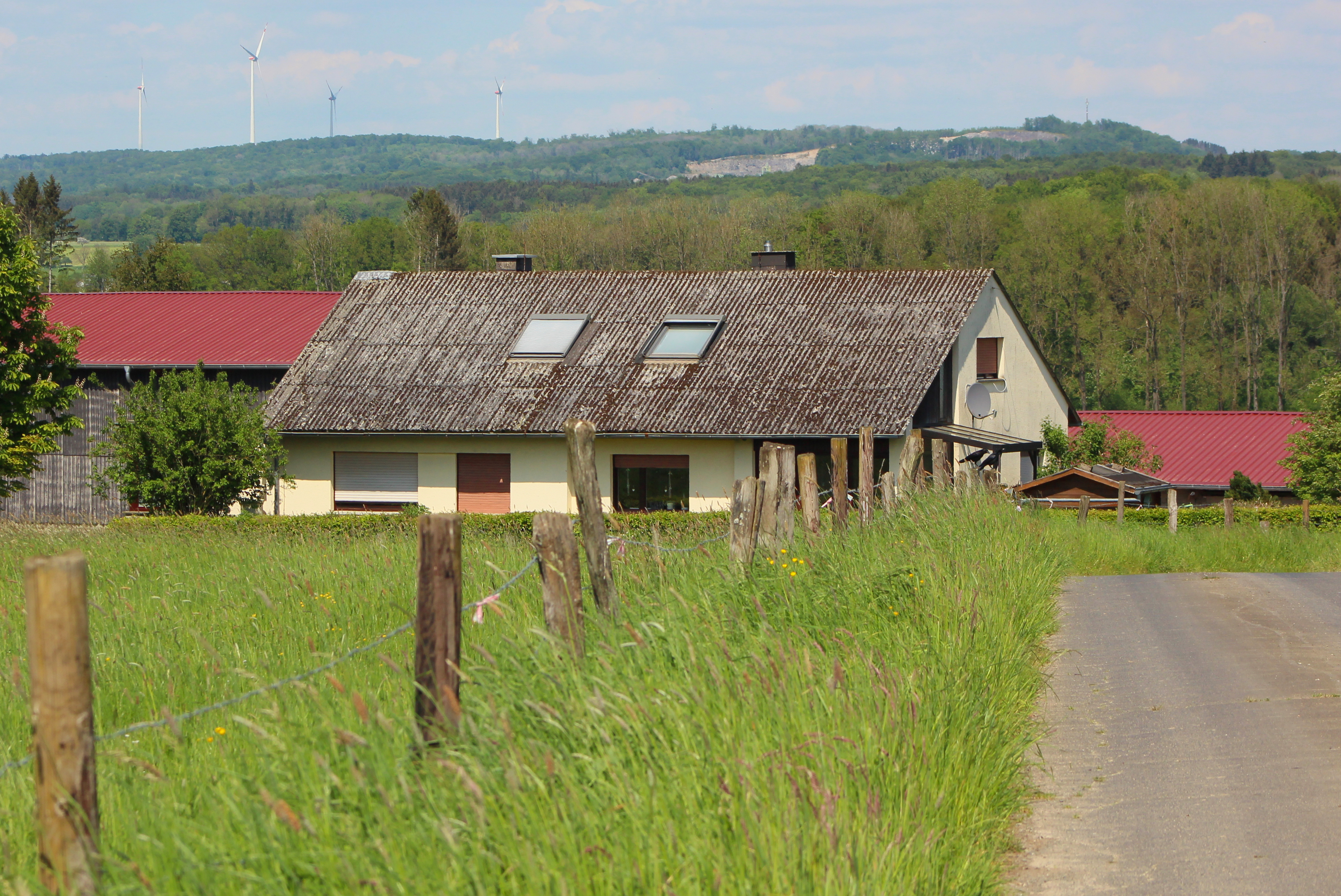
Der Georgshof